# Liste der Monuments historiques in Nançois-sur-Ornain
Die Liste der Monuments historiques in Nançois-sur-Ornain führt die Monuments historiques in der französischen Gemeinde Nançois-sur-Ornain auf.

## Liste der Objekte
| Bezeichnung                                              | Beschreibung | Standort                     | Kennzeichnung | Schutzstatus | Datum | Bild |
| -------------------------------------------------------- | --- | ---------------------------- | ------------- | ------------ | ----- | ---- |
| Monstranz (1)                                            | Silber, vergoldet, Glas, Email, zweite Hälfte des 19. Jahrhunderts; im Centre départemental d’art sacré in Saint-Mihiel deponiert                   | in der Kirche St-Rémi (Lage) | PM55002148    | Classé       | 1995  |      |
| Skulptur Madonna                                         | aus einer Kreuzigungsgruppe; Holz, farbig gefasst und vergoldet, 16. Jahrhundert                                                                    | in der Kirche St-Rémi (Lage) | PM55002147    | Inscrit      | 1993  |      |
| Kelch und Patene                                         | Silber, vergoldet, zweite Hälfte des 19. Jahrhunderts,von Antoine Jolivet                                                                           | in der Kirche St-Rémi (Lage) | PM55002150    | Inscrit      | 1995  |      |
| Kommunionsgeschirr                                       | Kelch, Patene, Tablett und zwei Kännchen in Koffer; Silber, vergoldet, sowie Leder und Holz, Mitte des 19. Jahrhunderts, von François Hubert Martin | in der Kirche St-Rémi (Lage) | PM55001199    | Classé       | 1996  |      |
| Monzstranz (2)                                           | Silber und messing, vergoldet, Anfang des 19. Jahrhunderts; im Centre départemental d’art sacré in Saint-Mihiel deponiert                           | in der Kirche St-Rémi (Lage) | PM55002149    | Inscrit      | 1995  |      |
| Zwei Skulpturen: Heiliger Nikolaus und heiliger Remigius | Stein und Keramik, farbig gefasst, 18. Jahrhundert                                                                                                  | in der Kirche St-Rémi (Lage) | PM55002151    | Inscrit      | 2003  |      |